# 毀滅戰士：滅絕
《毀滅戰士：滅絕》（英語：Doom: Annihilation）是一部2019年美國科幻動作恐怖片，由東尼·吉格里歐自編自導，改編自id Software開發的電子遊戲《毀滅戰士》。該遊戲曾於2005年推出過改編電影，但反應不佳。其主演包括艾米·曼森、多明尼克·馬法姆、妮娜·褒曼和路克·艾倫-蓋爾。該片於2019年10月1日在美國以VOD、DVD和藍光的方式發行。

## 前情
故事敘述一群太空海軍陸戰隊員在回應來自火星月球基地的遇險呼救時，卻發現基地早已被惡魔般的怪物佔領，且怪物們還企圖將地球變成地獄。

## 演員
- 艾米·曼森（英语：Amy Manson）[1]飾演喬安·達克（Joan Dark）
- 多明尼克·馬法姆（英语：Dominic Mafham）[1]飾演畢楚吉博士（Dr. Betruger）
- 妮娜·褒曼（英语：Nina Bergman）[2]飾演卡莉（Carley）
- 路克·艾倫-蓋爾（英语：Luke Allen-Gale）[1]飾演班尼特·史東博士（Dr. Bennett Stone）
- 傑瑪·摩爾（Jemma Moore）飾演莉（Li）
- 阿基·瑞斯（Arkie Reece）飾演法德爾·塔雷克上尉（Captain Fadel Tarek）
- 蓋文·布洛克（Gavin Brocker）飾演哈利（Harry）
- 阿默·查達-帕特爾（Amer Chadha-Patel）飾演蘭斯（Rance）
- 基迪·阿胡福（Chidi Ajufo）飾演阿克（Akua）
- 詹姆斯·韋伯·布朗（James Weber Brown）飾演赫克托·薩維奇上尉（Captain Hector Savage）
- 克萊頓·亞當斯（Clayton Adams）飾演溫斯洛（Winslow）
- 路易斯·曼迪魯[1]飾演葛洛佛牧師（Chaplain Glover）

## 製作
2018年4月21日，演員兼歌手的妮娜·褒曼在Twitter上證實，環球影業繼2005年改編電影的失敗後，將再次製作電子遊戲《毀滅戰士》的改編電影；該片將於保加利亞拍攝，而褒曼也將參與演出。2018年6月5日，重啟版《毀滅戰士》由東尼·吉格里歐執導，主演包括艾米·曼森、路易斯·曼迪魯、多明尼克·馬法姆、褒曼、路克·艾倫-蓋爾等，且已於4月起在保加利亞進行前製；此外，導演吉格里歐也在Twitter上透露，重啟電影將忠於遊戲中的血腥風格。該片的製作預算並不高，且將以DVD首映的方式發行。主要拍攝已於2018年6月底開始進行。其他拍攝於2019年初開始，以改善某些場景和視覺效果。
2019年3月，在官方宣布了該片的正式片名《毀滅戰士：滅絕》，並在同月釋出了首支預告片。但該預告片獲得粉絲及id Software的負面反應，id更在事後證實他們並未參與該片的製作。

## 外部連結
- 互联网电影数据库（IMDb）上《毀滅戰士：滅絕》的资料（英文）